# Austroasca fuscovitta
Austroasca fuscovitta är en insektsart som först beskrevs av Metcalf 1946.  Austroasca fuscovitta ingår i släktet Austroasca och familjen dvärgstritar. Inga underarter finns listade i Catalogue of Life.